# Prosoparia perfuscaria
Prosoparia perfuscaria är en fjärilsart som beskrevs av Augustus Radcliffe Grote 1883. Prosoparia perfuscaria ingår i släktet Prosoparia och familjen nattflyn. Inga underarter finns listade i Catalogue of Life.